# Gerald R. Ford-klass
Gerald R. Ford-klass är en ny generation superhangarfartyg i den amerikanska flottan, uppkallad efter presidenten Gerald R. Ford. I tidigare stadier av utvecklingen blev klassen namngiven CVNX och därefter CVN 21. Byggandet av det första fartyget USS Gerald R. Ford (CVN-78) startade 2007 och det togs i tjänst den 22 juli 2017. Detta fartyg ersatte USS Enterprise (CVN-65) som togs ur tjänst efter 51 år.

## Lista över fartyg i Gerald R. Ford-klass
| Emblem | Namn (skrov)                    | Kölsträckt       | Sjösatt         | I tjänst        | Not            |
| ------ | ------------------------------- | ---------------- | --------------- | --------------- | -------------- |
|        | USS Gerald R. Ford (CVN-78)     | 13 november 2009 | 11 oktober 2013 | 22 juli 2017    | I aktiv tjänst |
|        | USS John F. Kennedy (CVN-79)    | 22 augusti 2015  | 29 oktober 2019 | plan 2025       | Rustning pågår |
|        | USS Enterprise (CVN-80)         | 5 april 2022     | plan 2025       | plan 2029       | Under byggnad  |
|        | USS Doris Miller (CVN-81)       | plan 2026        | plan 2029       | plan 2032       | Under byggnad  |
|        | USS William J. Clinton (CVN-82) | plan 2027        | plan 2032       | plan 2036       | Beställd       |
|        | USS George W. Bush (CVN-83)     | meddelas senare  | meddelas senare | meddelas senare | Beställd       |